# Oreichthys cosuatis
Oreichthys cosuatis là tên của một loài cá chép nhỏ nằm trong bộ Cypriniformes và sinh sống ở Ấn Độ cũng như là Bangladesh. Tại Ấn Độ, người ta đánh bắt được chúng ở những con đập của sông Ganga và sông Brahmaputra tại hai bang Tây Bengal, Odisha.
Chúng là loài hoàn toàn sống trong môi trường nước ngọt và có mặt tại các kênh rạch, ao và suối.
Về phương diện cá cảnh, chúng là loài hiền lành, không quấy nhiễu đến các loài cá khác dù có kích thước nhỏ hơn mà chỉ bị các loài cá dữ hơn lấn át. Nhiệt độ nước chúng ưa thích là mát mẻ (khoảng 24,4 độ C/74 độ F, chúng cũng chịu được nhiệt độ cao hơn với điều kiện lượng oxi hòa tan trong nước vẫn không thay đổi). Dòng chảy nhẹ và chất nền mềm là yếu tố chúng rất thích vì chất nền mềm giúp chúng dễ tìm tòi thức ăn hơn.
Ngoài sông hệ thống sông Ganga và Brahmaputra của Ấn Độ, Bangladesh, Oreichthys cosuatis còn được báo cáo là xuất hiện ở Thái Lan, Myanmar, Nepal. Trong tự nhiên, loài này thích sống ở những vùng có dòng chảy chậm, nước sạch và nhiều cây thủy sinh. Kích thước của nó là khoảng 40 mm. Con đực thì thường lớn hơn con cái một chút, màu sắc sặc sỡ và vây lưng rộng hơn con cái một chút.
Liên minh Bảo tồn Thiên nhiên Quốc tế]] đã phân loại loài này là loài ít được quan tâm khi dựa trên các tiêu chuẩn của họ.